# 单音节语言
单音节语言是一种单词主要由单个音节组成的语言。 单音节语言的一个例子是上古汉语、越南语或缅甸语。
单音节是对单音节词形性质的称呼。 单音节的自然补充是多音节。
一种语言是否是单音节的，有时取决于“词”的定义，这在语言学家中远非一个定论。 例如，现代汉语（普通话）如果每个书写的汉字都被认为是一个词，那么它就是“单音节”； 这是通过观察大部分汉字都具有对应的含义（即使可能会非常概略和模棱两可）来证明的。 但是，中文词典中的大多数条目都是以两个或多个汉字组成的复合词形式出现的； 如果这些条目被视为“词”，那么普通话就并不是真正的单音节语言，只有构成其词汇的语素才是。

## 单元音形式
单音节可能很复杂，包括七个或更多辅音和一个元音（CCCCVCCC 或 CCCVCCCC，英语中的“强度”），也可能像单个元音或音节辅音一样简单。
很少有已知的记录语言保留简单的 CV 形式，这些形式显然是传达意义的完全功能词根，即是词——但不是我们在普通话 CV 形式中发现的早期复杂形式的缩减，几乎总是从汉语的音调和语音修改衍生而来 藏文 *(C)CV(C)(C)/(V) 形式。

## 词根词缀
单音节语言通常缺少可以添加到单词以改变其含义或时间的后缀和前缀。 相反，它通常由上下文和/或其他词确定。 
比如越南语：
| 英语       | 越南语       |
| ---------- | ------------ |
| I ask      | Tôi hỏi      |
| I asked    | Tôi đã hỏi   |
| I'm asking | Tôi đang hỏi |

| 英语        | 越南语           |
| ----------- | ---------------- |
| explain     | giải thích       |
| unexplain   | không giải thích |
| explanation | sự giải thích    |

单音节语言在非正式演讲中省略修饰词，而不是仅基于上下文。
| 英语                     | 越南语            |
| ------------------------ | ----------------- |
| I promise.               | Tôi hứa.          |
| I promised yesterday.    | Tôi hứa hôm qua.  |
| I will promise tomorrow. | Tôi hứa ngày mai. |